# جمعية الدفاع عن قيم الثورة
جمعية الدفاع عن قيم الثورة الاسلامية (بالفارسية: جمعیت دفاع از ارزش‌های انقلاب اسلامی)، كان حزبا أصوليا في إيران، أسسه محمد ري شهري. هُزم الحزب في انتخابات 1996 البرلمانية و1997 الرئاسية.
كان خط الحزب مشابهًا لخط جمعية علماء الدين المجاهدين،  وكان أعضاؤه الأساسيون نظراء سابقين للريشهري في وزارة الاستخبارات. وكان علي أكبر أبو ترابي فارد وروح الله حسينيان ومحمد شريعتمداري وأحمد بورنياتي وعلي رزيني من بين الأعضاء البارزين.